# Anis Hadj Moussa
Anis Hadj Moussa, né le 11 février 2002 à Paris en France, est un footballeur international algérien jouant au poste d'ailier droit au Feyenoord Rotterdam.

## Biographie

### En club
Né à Paris, Anis Hadj Moussa a d'abord joué à l'US Torcy et au FC Montfermeil, avant de rejoindre le centre de formation du RC Lens en 2018.
Il signe son premier contrat senior en Belgique avec l'Olympic Charleroi en juillet 2022.
En juin 2023, il s'engage au Patro Eisden Maasmechelen, club qui vient d'obtenir une promotion en Challenger Pro League qui correspond à la 2ème division belge.
Le 1er février 2024, il est prêté avec option d'achat à Vitesse Arnhem en Eredivisie.
Le 3 avril 2024, le Feyenoord officialise l’arrivée d’Anis Hadj Moussa qui rejoindra le club le 1er juillet 2024.  

### En sélection
Il joue son premier match avec l'équipe d'Algérie, le 22 mars 2024 en entrant en jeu à la 70e minute contre la Bolivie.

## Statistiques

### En club
| Saison                | Club                  | Championnat           | Championnat | Championnat | Championnat | Coupe(s) nationale(s) | Coupe(s) nationale(s) | Coupe(s) nationale(s) | Compétition(s) continentale(s) | Compétition(s) continentale(s) | Compétition(s) continentale(s) | Compétition(s) continentale(s) | Total | Total | Total |
| Saison                | Club                  | Division              | M.          | B.          | P.d.        | M.                    | B.                    | P.d.                  | Comp.                          | M.                             | B.                             | P.d.                           | M.    | B.    | P.d.  |
| 2021-2022             | RC Lens rés.          | National 3            | 22          | 1           | 3           | -                     | -                     | -                     | -                              | -                              | -                              | -                              | 22    | 1     | 3     |
| 2022-2023             | Olympic Charleroi     | Nationale 1           | 33          | 8           | 0           | -                     | -                     | -                     | -                              | -                              | -                              | -                              | 33    | 8     | 0     |
| 2023-2024             | Patro Eisden          | Challenger Pro League | 16          | 1           | 2           | 2                     | 1                     | 0                     | -                              | -                              | -                              | -                              | 18    | 2     | 2     |
| 2023-2024             | Vitesse Arnhem (prêt) | Eredivisie            | 14          | 1           | 2           | 1                     | 1                     | 0                     | -                              | -                              | -                              | -                              | 15    | 2     | 2     |
| 2024-2025             | Feyenoord Rotterdam   | Eredivisie            | 30          | 8           | 3           | 2                     | 0                     | 0                     | C1                             | 11                             | 3                              | 1                              | 43    | 11    | 4     |
| 2025-2026             | Feyenoord Rotterdam   | Eredivisie            | 2           | 0           | 0           | -                     | -                     | -                     | C1                             | 2                              | 1                              | 0                              | 4     | 1     | 0     |
| Sous-total            | Sous-total            | Sous-total            | 32          | 8           | 3           | 2                     | 0                     | 0                     | -                              | 13                             | 4                              | 1                              | 47    | 12    | 4     |
| Total sur la carrière | Total sur la carrière | Total sur la carrière | 117         | 19          | 10          | 5                     | 2                     | 0                     | -                              | 13                             | 4                              | 1                              | 135   | 25    | 11    |

### En sélection nationale
| Saison                | Sélection             | Phases finales        | Phases finales | Phases finales | Phases finales | Éliminatoires CDM | Éliminatoires CDM | Éliminatoires CDM | Éliminatoires CAN | Éliminatoires CAN | Éliminatoires CAN | Matchs amicaux | Matchs amicaux | Matchs amicaux | Total | Total | Total |
| Saison                | Sélection             | Compétition           | M              | B              | Pd             | M                 | B                 | Pd                | M                 | B                 | Pd                | M              | B              | Pd             | M     | B     | Pd    |
| --------------------- | --------------------- | --------------------- | -------------- | -------------- | -------------- | ----------------- | ----------------- | ----------------- | ----------------- | ----------------- | ----------------- | -------------- | -------------- | -------------- | ----- | ----- | ----- |
| 2023-2024             | Algérie               | -                     | -              | -              | -              | 0                 | 0                 | 0                 | -                 | -                 | -                 | 2              | 0              | 0              | 2     | 0     | 0     |
| 2024-2025             | Algérie               | -                     | -              | -              | -              | -                 | -                 | -                 | 1                 | 0                 | 0                 | 1              | 0              | 0              | 2     | 0     | 0     |
| Total sur la carrière | Total sur la carrière | Total sur la carrière | -              | -              | -              | 0                 | 0                 | 0                 | 1                 | 0                 | 0                 | 3              | 0              | 0              | 4     | 0     | 0     |

### Matchs internationaux
Le tableau suivant liste les rencontres de l'équipe d'Algérie dans lesquelles Anis Hadj Moussa a été sélectionné depuis le 22 mars 2024 jusqu'à présent.

## Palmarès

### En club
| Feyenoord Rotterdam (1)                             |
| --------------------------------------------------- |
| - Supercoupe des Pays-Bas (1) : - Vainqueur en 2024 |

## Distinctions personnelles
- Élu meilleur joueur du mois du Feyenoord Rotterdam en novembre 2024[7], december 2024 [8]
- Meilleur but du mois de december 2024 contre l’ AC Sparta Prague [9],[10]